# 9K720 Iszkander
A 9K720 Iszkander (NATO-kódja: SS–26 Stone) egy orosz rövid hatótávolságú, szilárd hajtóanyagú, hadműveleti–harcászati, hadszíntéri kvázi-ballisztikus rakétarendszer.

## Rendeltetése
A fegyverrendszer rendeltetése olyan kisebb, körülhatárolt célpontok leküzdése hagyományos robbanófejekkel, mint:
- ellenséges tűzfegyverek (rakétarendszerek, indítóállások, nagy hatótávolságú tüzérségi ütegek):
- légvédelmi és rakétaelhárító fegyverrendszerek, különösen azok, amelyek fix kilövőhelyekről indíthatóak;
- rögzített- és forgószárnyú repülőgépek repülőtereken;
- parancsnoki állások és kommunikációs csomópontok;
- fontos polgári infrastrukturális létesítmények;
- valamint más lényeges kis és körülhatárolt célpontok.

## Változatok
A fegyverrendszert a Kolomna KBM üzemben Udmurtföldön két változatban gyártják:
- 9M72 Iszkander (Tender) változatot az orosz fegyveres erők számára, 415 km hatótávolsággal, 800 kg hasznos teherrel;
- 9M72E Iszkander-E (E = „export”) 280 km hatótávolsággal és 415 kg hasznos teherrel.

## Tulajdonságai
A rakétarendszer
- nagy valószínűséggel képes végrehajtani feladatát az ellenség aktív ellenintézkedései közepette is;
- nagy biztonsággal működik az előkészítő és a repülési szakaszban egyaránt;
- képes a céladatok automatikus kiszámítására és továbbítására az indító eszköz révén;
- indító rendszere nagy taktikai és stratégiai mozgékonysággal rendelkezik;
- működtetése egyszerű.

Az Iszkander-E rendszer hajtóműve a szilárd üzemanyagú, egyfokozatú 9M723K1 rakéta, amely a teljes röppályán irányítható, és nem-elválasztható robbanófejjel rendelkezik.
Repülés közben a rakéta egy nem teljesen ballisztikus pályát követ. A repülés végső szakaszában is képes radikális pályamódosításokra, és ál-robbanófejek kibocsátására. Pályája viszonylag lapos, nem hagyja el a légkört.

## Robbanófejek
- Repesz-robbanófej
- Penetrációs robbanófej bunkerek ellen
- Páncélosok elleni aknák a célterületek távoli elaknásítására
- Fuel-Air-Explosive (FAE) robbanófejek
- Kazettás töltet
- Célkereső (intelligens) SPBE-D szórt lőszerek páncélosok leküzdésére (Iszkander: 72 darab, Iszkander-E: 54 darab)

Az orosz haderő ezenkívül rendelkezik AA-60 nukleáris robbanófejekkel is, választható robbanó erővel a 10-50 kT tartományban. Ezenkívül lehetséges az Iszkander felszerelése nem-nukleáris elektronikus hadviselési robbanófejekkel (EMP) is.

## Alkalmazása
2008 novemberében Oroszország bejelentette, hogy megfontolja az Iszkander telepítését a Kalinyingrádi területre válaszul az amerikai ellenrakéta-rendszer lengyelországi és csehországi telepítésére. 2009 január végén felfüggesztették a rakéták telepítését a kalinyingrádi körzetben. A döntés oka az, hogy az új amerikai vezetés nem erőlteti tovább a rakétavédelmi rendszer kelet-európai létrehozását, ezért Oroszországnak sincs szüksége az Iszkanderek telepítésére.
2016 őszén Iszkandereket telepítettek a Kalinyingrádi területre. Az orosz védelmi minisztérium képviselője szerint ezt korábban is megtették és a jövőben is meg fogják tenni az orosz fegyveres erők harci felkészítésének keretében.